# Arcidiocesi di Saint Paul e Minneapolis

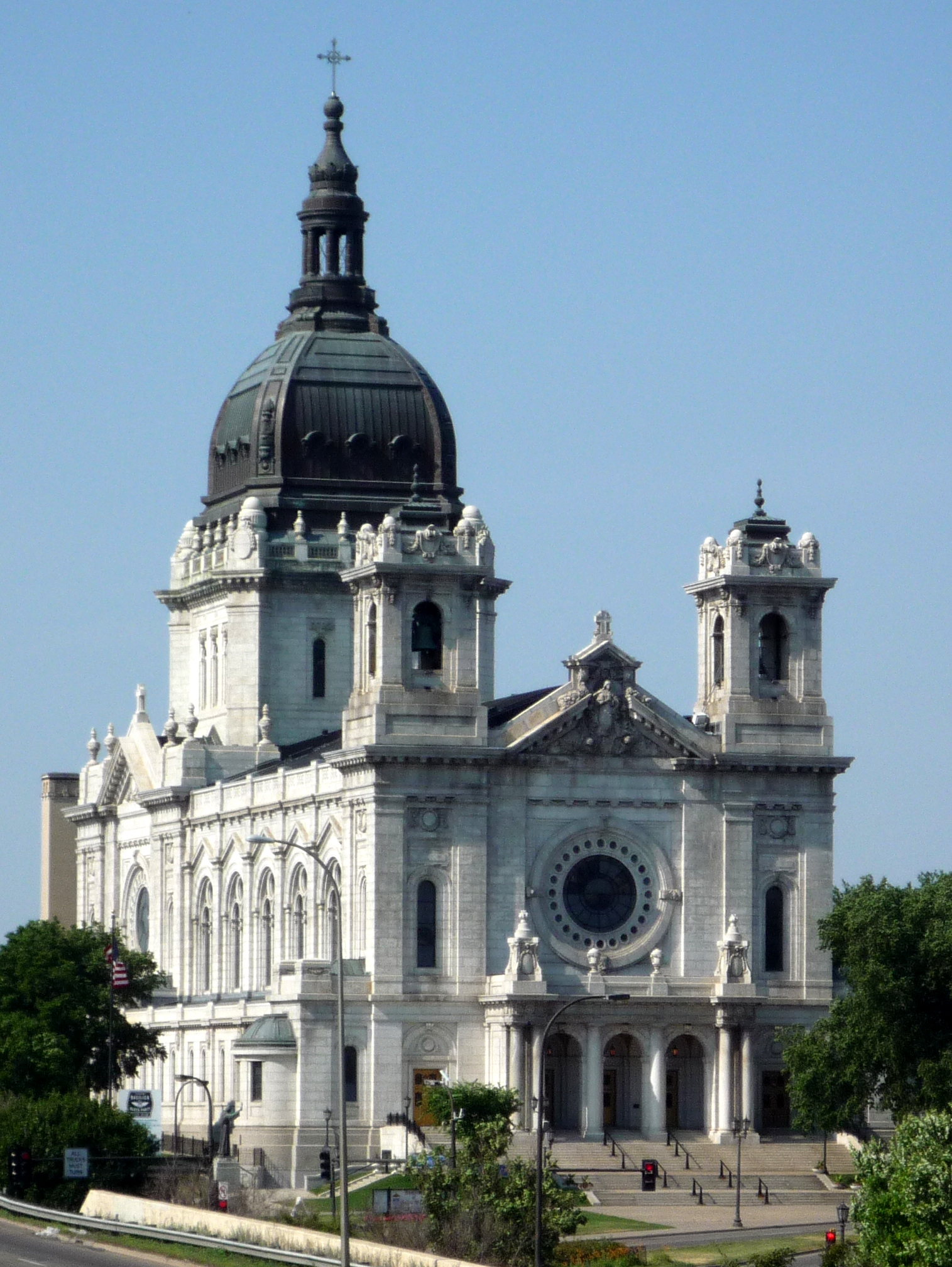
La basilica minore e concattedrale di Santa Maria a Minneapolis.

L'arcidiocesi di Saint Paul e Minneapolis (in latino: Archidioecesis Paulopolitana et Minneapolitana) è una sede metropolitana della Chiesa cattolica negli Stati Uniti d'America. Nel 2022 contava 914.000 battezzati su 3.504.415 abitanti. È retta dall'arcivescovo Bernard Anthony Hebda.

## Territorio
L'arcidiocesi comprende le seguenti contee dello stato statunitense del Minnesota: Anoka, Carver, Chisago, Dakota, Goodhue, Hennepin, Le Sueur, Ramsey, Rice, Scott, Washington e Wright.
Sede arcivescovile è la città di Saint Paul, dove si trova la cattedrale di San Paolo (Cathedral of St. Paul). A Minneapolis si trova la basilica concattedrale di Santa Maria (St. Mary), che è stata la prima basilica minore ad essere istituita negli Stati Uniti, elevata a questo titolo da papa Pio XI nel 1926.
Il territorio si estende su 14.488 km² ed è suddiviso in 186 parrocchie, raggruppate in 3 vicariati e 15 decanati.

### Provincia ecclesiastica
La provincia ecclesiastica di Saint Paul e Minneapolis, istituita nel 1888, comprende gli stati del Minnesota, del Dakota del Nord e del Dakota del Sud, ed è costituita dalle seguenti suffraganee:
- diocesi di Bismarck (Dakota del Nord),
- diocesi di Crookston (Minnesota),
- diocesi di Duluth (Minnesota),
- diocesi di Fargo (Dakota del Nord),
- diocesi di New Ulm (Minnesota),
- diocesi di Rapid City (Dakota del Sud),
- diocesi di Saint Cloud (Minnesota),
- diocesi di Sioux Falls (Dakota del Sud),
- diocesi di Winona-Rochester (Minnesota).

## Storia
La diocesi di Saint Paul fu eretta il 19 luglio 1850 con il breve Ex debito apostolici di papa Pio IX, ricavandone il territorio dalle diocesi di Dubuque e di Milwaukee (oggi entrambe arcidiocesi).
Originariamente suffraganea dell'arcidiocesi di Saint Louis, il 12 febbraio 1875 entrò nella provincia ecclesiastica di Milwaukee. Lo stesso giorno cedette una porzione del suo territorio a vantaggio dell'erezione del vicariato apostolico del Minnesota settentrionale (oggi diocesi di Saint Cloud).
Il 12 agosto 1879 cedette un'altra porzione di territorio a vantaggio dell'erezione del vicariato apostolico del Dakota (oggi diocesi di Sioux Falls).
Il 4 maggio 1888 fu elevata al rango di arcidiocesi metropolitana in forza del breve Quae rei sacrae di papa Leone XIII.
Ha ceduto a più riprese altre porzioni del suo territorio a vantaggio dell'erezione di nuove diocesi e precisamente:
- il 26 novembre 1889 alla diocesi di Winona (oggi diocesi di Winona-Rochester);
- il 18 novembre 1957 alla diocesi di New Ulm.

Il 3 ottobre 1962, con la lettera apostolica Doctoris gentium, papa Giovanni XXIII ha proclamato San Paolo apostolo patrono principale dell'arcidiocesi, e San Giovanni Maria Vianney patrono secondario.
L'11 luglio 1966 per effetto del decreto In archidioeceseos della Sacra Congregazione concistoriale ha assunto il nome attuale in seguito all'erezione a concattedrale della basilica di Santa Maria di Minneapolis.
Nel 2018 ha raggiunto un accordo con 450 vittime di abusi sessuali da parte di membri del clero, per un ammontare di $210.000.000; l'accordo è arrivato dopo circa tredici anni di cause, a seguito di una procedura di fallimento richiesta dall'arcidiocesi nel 2015. I membri del clero dell'arcidiocesi che nel corso degli anni hanno abusato dei fedeli senza che l'arcidiocesi intervenisse efficacemente sono stati 91.

## Cronotassi dei vescovi
Si omettono i periodi di sede vacante non superiori ai 2 anni o non storicamente accertati.
- Joseph Crétin † (23 luglio 1850 - 22 febbraio 1857 deceduto)
- Thomas Langdon Grace, O.P. † (21 gennaio 1859 - 31 luglio 1884 dimesso[8])
- John Ireland † (31 luglio 1884 succeduto - 25 settembre 1918 deceduto)
- Austin Dowling † (31 gennaio 1919 - 29 novembre 1930 deceduto)
- John Gregory Murray † (29 ottobre 1931 - 11 ottobre 1956 deceduto)
- William Otterwell Brady † (11 ottobre 1956 succeduto - 1º ottobre 1961 deceduto)
- Leo Binz † (16 dicembre 1961 - 28 maggio 1975 ritirato)
- John Robert Roach † (28 maggio 1975 - 8 settembre 1995 ritirato)
- Harry Joseph Flynn † (8 settembre 1995 succeduto - 2 maggio 2008 ritirato)
- John Clayton Nienstedt (2 maggio 2008 succeduto - 15 giugno 2015 dimesso)
- Bernard Anthony Hebda, dal 24 marzo 2016[9]

## Statistiche
L'arcidiocesi nel 2022 su una popolazione di 3.504.415 persone contava 914.000 battezzati, corrispondenti al 26,1% del totale.
| anno | popolazione | popolazione | popolazione | presbiteri | presbiteri | presbiteri | presbiteri                | diaconi | religiosi | religiosi | parrocchie |
| anno | battezzati  | totale      | %           | numero     | secolari   | regolari   | battezzati per presbitero | diaconi | uomini    | donne     | parrocchie |
| ---- | ----------- | ----------- | ----------- | ---------- | ---------- | ---------- | ------------------------- | ------- | --------- | --------- | ---------- |
| 1950 | 335.880     | 1.406.365   | 23,9        | 557        | 475        | 82         | 603                       |         | 131       | 1.976     | 309        |
| 1966 | 508.429     | 1.660.580   | 30,6        | 639        | 461        | 178        | 795                       |         | 466       | 2.347     | 224        |
| 1968 | 525.427     | 1.660.580   | 31,6        | 565        | 419        | 146        | 929                       |         | 399       | 1.951     | 203        |
| 1976 | 517.813     | 2.017.225   | 25,7        | 556        | 389        | 167        | 931                       |         | 265       | 1.103     | 214        |
| 1980 | 554.662     | 2.073.000   | 26,8        | 564        | 377        | 187        | 983                       | 41      | 274       | 1.642     | 217        |
| 1990 | 642.383     | 2.450.459   | 26,2        | 528        | 379        | 149        | 1.216                     | 123     | 224       | 1.434     | 224        |
| 1999 | 752.325     | 2.757.989   | 27,3        | 500        | 345        | 155        | 1.504                     | 174     | 53        | 1.090     | 222        |
| 2000 | 759.662     | 2.792.064   | 27,2        | 528        | 370        | 158        | 1.438                     | 171     | 208       | 1.094     | 222        |
| 2001 | 769.135     | 2.831.931   | 27,2        | 546        | 386        | 160        | 1.408                     | 173     | 212       | 1.090     | 222        |
| 2002 | 785.584     | 2.899.361   | 27,1        | 519        | 349        | 170        | 1.513                     | 190     | 215       | 968       | 222        |
| 2003 | 786.149     | 2.940.382   | 26,7        | 546        | 374        | 172        | 1.439                     | 207     | 219       | 936       | 221        |
| 2004 | 730.989     | 2.949.643   | 24,8        | 475        | 347        | 128        | 1.538                     | 195     | 193       | 991       | 220        |
| 2010 | 825.000     | 3.177.207   | 26,0        | 421        | 328        | 93         | 1.959                     | 193     | 139       | 712       | 216        |
| 2012 | 839.000     | 3.231.000   | 26,0        | 444        | 360        | 84         | 1.889                     | 214     | 142       | 635       | 200        |
| 2014 | 851.000     | 3.238.832   | 26,3        | 394        | 321        | 73         | 2.159                     | 182     | 141       | 580       | 188        |
| 2016 | 863.047     | 3.308.692   | 26,1        | 442        | 365        | 77         | 1.952                     | 181     | 146       | 547       | 187        |
| 2017 | 870.490     | 3.337.219   | 26,1        | 462        | 372        | 90         | 1.884                     | 197     | 165       | 550       | 187        |
| 2020 | 899.160     | 3.447.139   | 26,1        | 423        | 346        | 77         | 2.125                     | 192     | 150       | 433       | 186        |
| 2022 | 914.000     | 3.504.415   | 26,1        | 418        | 340        | 78         | 2.186                     | 186     | 141       | 444       | 186        |